# Мирошников, Иван Константинович
Иван Константинович Мирошников (1912—1986) — Герой Советского Союза (1943), заряжающий орудия 161-го гвардейского отдельного пушечного артиллерийского полка 7-й гвардейской армии Степного фронта, гвардии ефрейтор.

## Биография
Родился 17 июля (4 июля — по старому стилю) 1912 года в городе Александровск-Грушевский области Войска Донского, ныне город Шахты Ростовской области, в семье рабочего. Русский.
Окончил 4 класса. Работал на шахте.
В Красной Армии с 1941 года. В том же году на фронте. Член ВКП(б)/КПСС с 1944 года.
Заряжающий орудия гвардии ефрейтор Иван Мирошников в составе батареи одним из первых 29 сентября 1943 года преодолел реку Днепр севернее посёлка городского типа Верхнеднепровск (ныне город Днепропетровской области Украины). В течение двадцати дней боёв за Днепр батарея, в которой воевал Иван Константинович, отразила 70 атак пехоты и танков противника. Орудие ефрейтора Мирошникова уничтожило боевую технику противника и около 150 гитлеровцев. В ожесточённых боях за плацдарм гвардии ефрейтор Мирошников обеспечивал высокий темп стрельбы орудия.
Потом воевал под Яссами, Будапештом и закончил войну в Праге.
В 1946 году И. К. был Мирошников демобилизован. Возвратился на родину. До ухода на заслуженный отдых работал навалоотбойщиком, руководил сменой, был начальником участка шахты имени Фрунзе.
Умер 20 ноября 1986 года, похоронен в городе Шахты на городском кладбище.

Могила Мирошникова на Центральном кладбище города Шахты Ростовской области.

## Награды
- Указом Президиума Верховного Совета СССР от 26 октября 1943 года за образцовое выполнение боевых заданий командования на фронте борьбы с немецко-фашистскими захватчиками и проявленные при этом мужество и героизм гвардии ефрейтору Мирошникову Ивану Константиновичу присвоено звание Героя Советского Союза с вручением ордена Ленина и медали «Золотая Звезда» (№ 1423).
- Награждён орденами Отечественной войны 1-й степени, «Знак Почёта», а также медалями.

## Память
- Именем Героя названа школа № 14 и одна из улиц города.
- В школе № 14 расположен музей им. Героя Советского Союза И. К. Мирошникова[1].
- Мемориальная доска в память о Мирошникове установлена Российским военно-историческим обществом на здании школы № 14 города Шахты, где он учился.